# Stand by Me (Oasis)
Stand by Me è un singolo del gruppo musicale britannico Oasis. Scritto da Noel Gallagher, fu lanciato come secondo estratto dal terzo album in studio, Be Here Now, e raggiunse la posizione numero 2 delle classifiche del Regno Unito nel settembre 1997, tenuta distante dal primo posto solo dal singolo più venduto di sempre Candle in the Wind 1997 di Elton John.

## Il brano
Noel Gallagher ha dichiarato di aver composto la canzone mentre soffriva di un'intossicazione alimentare quando si era trasferito a Londra per la prima volta. La madre Peggy gli telefonava spesso per raccomandargli di mangiare regolarmente. Ciò spronò Gallagher a cucinarsi una vera cena domenicale britannica, cosa che gli provocò un'intossicazione alimentare. Nel corso di un'intervista del 1997 in promozione di Be Here Now, Noel Gallagher riferì quanto segue: «Ho fatto un pasto e l'ho vomitato di domenica. Quando mi sono trasferito per la prima volta a Londra, mia madre continuava a telefonare e a chiedermi se stavo mangiando correttamente. Sì, mamma. Quindi ho provato a cucinare un arrosto domenicale e ho vomitato per due giorni a causa di un'intossicazione alimentare».

## Video musicale
Il videoclip della canzone è una riedizione di una nota serie di spot pubblicitari del giornale The Guardian. Conosciute sotto il nome di "Whole Picture", queste pubblicità ritraevano gente apparentemente comune alle prese con atti criminali o deleteri per la società, ma in realtà impegnate ad aiutare qualcun altro. Il termine "whole picture" che dava il nome alla serie di spot del Guardian, allude, infatti, alla necessità di vedere l'"immagine intera" per scoprire il significato reale del gesto. In alcune scene del video si vedono gli Oasis cantare il brano in una sede radiofonica, chiamata "Radio Supernova" (evidente riferimento alla loro canzone Champagne Supernova).

## Esibizioni dal vivo
Poiché Noel Gallagher non apprezza particolarmente l'album Be Here Now, la canzone viene eseguita molto raramente durante i concerti. Una versione live del brano la si può comunque trovare nella versione con i due dischi dell'album live Familiar to Millions.
La prima volta che la canzone fu suonata dal vivo fu nel 1997 durante un programma della BBC One, per promuovere Be Here Now, che sarebbe stato pubblicato qualche giorno dopo. Dato che si era d'estate, Noel, Liam e Alan White la suonarono ai bordi di una piscina. Liam cantava, Noel era alla chitarra e White suonava il tamburello. Questa versione è diventata disponibile con l'edizione 2016 "Chasing the Sun" di Be Here Now.
Nel 2019, Liam ha eseguito la canzone per la prima volta dal 2001 come parte di un set acustico per MTV Unplugged, accompagnato dall'ex compagno di band, Paul "Bonehead" Arthurs. Questa registrazione sarebbe stata successivamente pubblicata nel 2020 nell'album live MTV Unplugged. La performance è stata elogiata da Jordan Bassett di NME, che l'ha definita la traccia più importante dell'album: "[Esso] fornisce il fulcro emotivo dello spettacolo; dal modo in cui il pubblico canta insieme al suo messaggio ferito, si percepisce che Liam Gallagher non è l'unica persona nel camera che nutre qualche rimpianto."
Da allora è rimasto un punto fermo nelle scalette dei concerti di Liam.

## Tracce
CD CRESCD 278
1. Stand by Me – 5:55
2. (I Got) The Fever – 5:14
3. My Sister Lover – 5:58
4. Going Nowhere – 4:41

7" CRE 278
1. Stand by Me – 5:55
2. (I Got) The Fever – 5:14

12" CRE 278T
1. Stand by Me – 5:55
2. (I Got) The Fever – 5:14
3. My Sister Lover – 5:58

Cassette CRECS 278
1. Stand by Me – 5:55
2. (I Got) The Fever – 5:14

## Classifiche
| Classifica (1997) | Posizione massima |
| ----------------- | ----------------- |
| Australia         | 48                |
| Belgio (Fiandre)  | 60                |
| Finlandia         | 5                 |
| Germania          | 60                |
| Irlanda           | 2                 |
| Italia            | 8                 |
| Norvegia          | 6                 |
| Nuova Zelanda     | 31                |
| Paesi Bassi       | 50                |
| Regno Unito       | 2                 |
| Spagna            | 6                 |
| Svezia            | 10                |
| Svizzera          | 34                |

## Formazione
- Liam Gallagher - voce, battito delle mani
- Noel Gallagher - chitarra solista, cori
- Paul Arthurs - chitarra ritmica
- Paul McGuigan - basso
- Alan White - batteria

### Altri musicisti
- Nick Ingman - archi
- Mike Rowe - pianoforte